# Hayyim ha-Khohén
Hayyim ha-Khohén (Egipte 1585- Itàlia 1655) fou un rabí que va néixer a Egipte en 1585. El seu pare va ser el Rabí Abraham ha-Khohén, el Rabí Abraham pertanyia a una famosa família de sacerdots Cohanim, descendents del Sr. Josep ha-Khohén. De molt jovenet estava clar que tenia un remarcable talent. No solament pel seu tremend amor per l'estudi de la Torà, sinó també per les seves qualitats humanes. Es diu que de nen, mentre els seus companys de classe passaven el seu temps lliure jugant, Hayyim era a la sinagoga estudiant Torà, i a aprenent a servir a Déu.
En la seva adolescència quan la gent s'aplegava a la sinagoga durant el Sàbat, pujava al púlpit i donava sermons sobre la secció setmanal de la Torà (la paraixà), i sobre les lleis relacionades amb les festivitats jueves, allí mateix impartia lliçons de Musar (ètica jueva), que atreien a molts fidels. Més endavant, el Rabí Hayyim ha-Khohén es va desplaçar a la ciutat de Safed. Allà va estudiar al costat del rabí i cabalista Hayyim Vital, durant tres anys. Des de Safed, el Rabí Hayyim ha-Khohén es va desplaçar a la ciutat de Aram Tsoba, situada prop d'Alep, a Síria, on es va instal·lar de manera permanent. Allà va ser escollit rabí de la comunitat, per reemplaçar a l'anterior rabí, Mordechai ha-Khohén, el gendre del famós rabí, Shmuel Laniado (Baal ha-Kelim).
Quan el Rabí Hayyim ha-Khohén va començar a servir com rabí de la comunitat, l'estudi de la Torà va florir, fins i tot més que a Alep. Noves escoles i acadèmies talmúdiques van ser obertes, i van ser afegits més bancs a la sinagoga. El Rabí Hayyim ha-Khohén va servir a la comunitat d'Alep com rabí, i com cap de la cort rabínica durant dècades. El seu coneixement era molt gran, i el rabí responia a preguntes rabíniques molt complexes, formulades pels membres d'algunes comunitats jueves molt llunyanes, procedents d'altres parts del Món.
Finalment, va decidir organitzar tots els seus escrits i publicar els seus llibres, especialment els seus comentaris sobre el Xulhan Arukh, el codi legal que va ser escrit pel professor del seu mestre, el rabí i cabalista Yossef Qaro.
A més del seu comentari sobre el Xulhan Arukh, el Rabí ha-Khohén va redactar moltes altres obres. Entre elles cal assenyalar el comentari del Càntic dels Càntics (Shir HaShirim), el comentari sobre el Llibre de les Lamentacions, el comentari sobre el Llibre de Rut, el comentari sobre el Llibre de Daniel, i molts altres llibres, tot això escrit en manuscrits. Fins a finals del segle xvi, els llibres eren copiats a mà, però amb la invenció de la impremta això va canviar. De totes maneres, publicar llibres a Alep, o als països d'Orient Mitjà, era pràcticament impossible, ja que la impremta encara no havia arribat fins aquells països del Món. L'única possibilitat era imprimir els llibres a Europa. Els millors impressors de l'època estaven a Venècia, Itàlia, la ciutat on la meitat dels llibres europeus eren publicats durant la major part del segle xvi. Va ser a Venècia on es va imprimir la primera edició del Talmud de Babilònia, i on es va imprimir també la primera edició del Xulhan Arukh, del rabí i cabalista Yossef Qaro.
El Rabí ha-Khohén va enviar el seu comentari sobre el Llibre d'Ester a Venècia. Però el temps va passar i el llibre no va ser publicat. El Rabí ha-Khohén aleshores va decidir viatjar fins a Venècia, i personalment es va fer càrrec de la impressió del seu llibre. Juntament amb el seu fill van viatjar per mar, portant amb ells tots els manuscrits del rabí, possiblement no menys de 20 manuscrits, però el seu vaixell va ser atacat per uns pirates procedents de l'illa de Malta. Els pirates van abordar el vaixell per robar la càrrega i matar als passatgers, o segrestar-los i vendre'ls com a esclaus. El Rabí ha-Khohén i el seu fill van saltar a la mar, i miraculosament van ser capaços de salvar les seves vides. Però els seus llibres es van quedar a bord del vaixell.
El rabí va pregar a Déu, i li va demanar ajuda per recuperar els seus valuosos llibres, o bé per ajudar-lo a escriure'ls de nou de memòria. Déu li va concedir la segona petició. El Rabí ha-Khohén va passar diversos anys a Itàlia, escrivint de nou els seus valuosos llibres perduts. El primer llibre que el Rabí ha-Khohén va ser capaç d'imprimir, amb l'ajuda de Moisès Zacuto, es va titular Torat Chacham (L'Ensenyament del Savi). Aquest llibre era una col·lecció dels sermons del rabí sobre les seccions setmanals de la Torà (les paraixot). El llibre va ser publicat a Venècia en 1654.
El següent llibre que el Rabí ha-Khohén va imprimir amb l'ajuda del Rabí Shmuel Abohab va ser Mekor Chaim (La Font de la Vida). Aquest llibre és un comentari del Xulhan Arukh, consistent en diversos volums. La primera part d'ells va ser publicada a Venècia, també en 1654. Per imprimir el segon volum del seu llibre Pitda, el rabí va viatjar a Liorna, a Itàlia. Va ser en aquesta ciutat, on va morir el Rabí ha-Khohén, en 1655. Després de la defunció del Rabí ha-Khohén, alguns dels seus llibres que estaven en el vaixell segrestat pels pirates van ser trobats. El famós Rabí Yosef Hayyim David Azulai (Hidà), en el seu llibre de cròniques Shem HaGuedolim, afirma que va tenir a les seves mans el manuscrit Ateret Zahab, un comentari sobre el Llibre d'Ester, escrit per la mà del Rabí Hayyim ha-Khohén.
Un altre dels seus llibres, Migdal David, un comentari sobre el Llibre de Rut, va ser també trobat. El llibre va ser imprès a Amsterdam en l'any 1680, per un impostor que falsament reclamava l'autoria del llibre. Alguns manuscrits del Rabí Hayyim ha-Khohén van ser trobats. Els comentaris talmúdics del tractat Berachot, van ser publicats a la revista mensual israeliana Qobets Bet Aharon ve-Israel, en 1983. Alguns llibres i comentaris del Rabí ha-Khohén segueixen existint en forma de manuscrits, i segueixen sense haver estat publicats.